# Walace
Walace Souza Silva, mais conhecido apenas como Walace (Salvador, 4 de abril de 1995), é um futebolista brasileiro que atua como volante. Atualmente, joga pelo Cruzeiro.

## Carreira
Baiano de Salvador, Walace começou sua carreira futebolística no pequeno Simões Filho, da cidade homônima da Região Metropolitana de Salvador. Ao jogar a Copa 2 de julho pelo Sub-17, em 2011, chamou a atenção de um olheiro do Avaí. Em 2012, rumou a Santa Catarina, na primeira experiência longe da família, atuando pelo Sub-18. Em 2012, ele fora emprestado ao sub-23 do Bahia. Depois, desceu para o sub-20 onde também não teve espaço, culminando no seu retorno ao Avaí.
Atuando como meia-armador do Avaí na disputa da Copa Santiago, Walace marcou um gol de falta no jogo contra o Grêmio, pelo Sub-19. O Grêmio acabou por contratá-lo para equipe sub-18.

### Grêmio
Sua estreia como profissional foi no Grenal de 10 de agosto de 2014 pelo Campeonato Brasileiro de 2014. Walace iniciou a partida como uma aposta do técnico Felipão, e desta partida em diante atuou como titular do meio-campo gremista até o final do campeonato.
Em 2015, devido a sua convocação para o Sul-Americano Sub-20 e uma lesão, recebeu poucas oportunidades durante o Campeonato Gaúcho.
Em 30 de março de 2016, em partida válida pelo Gauchão diante do Passo Fundo, o volante marcou dois gols, seus primeiros gols como jogador profissional, partida na qual o Grêmio venceu por 5–1 no Estádio Vermelhão da Serra em Passo Fundo.

### Hamburgo
Em 29 de janeiro 2017, o Grêmio confirmou a venda de Walace para o Hamburgo, da Alemanha. O jogador foi vendido por 10 milhões de euros.
A passagem de Walace pelo Hamburgo não foi muito boa, em seu primeiro ano foi punido por indisciplina. Em dois anos no clube alemão, participou de 30 partidas, marcou dois gols e foi rebaixado na Bundesliga.

### Hannover
Em 26 de junho de 2018 o Hannover 96 anunciou a contratação de Walace junto ao Hamburgo, o valor da contratação girou em torno de 6 milhões de euros. Walace disputou 28 partidas, sendo 26 na Bundesliga, com um gol marcado e outras duas na Copa da Alemanha e novamente rebaixado na Bundesliga.

### Udinese
Walace deixou o futebol alemão em definitivo, e a Udinese, da Itália, firmou contrato com o jogador em 12 de agosto de 2019. O contrato assinado foi de cinco temporadas, ou seja, até junho de 2024. O valor da transação foi de 6 milhões de euros.
Walace fez seu jogo de número 100 com a camisa da Udinese em 30 de outubro de 2022, contra a Cremonese, em jogo válido pela 12° rodada do Campeonato Italiano.
Encerrou sua passagem pela Udinese tendo participado de 165 partidas, onde marcou três gols e distribuiu uma assistência. 

### Cruzeiro

#### 2024
Em junho de 2024, o Cruzeiro chegou a um acordo com a Udinese e contratou Walace. O clube mineiro desembolsou cerca de 6 milhões de euros. Em seu retorno ao Brasil, Walace assinou um contrato de 3 anos com o Cruzeiro. Na equipe de Belo Horizonte, o volante assumiu a camisa 20. Fez sua estreia pelo Cruzeiro no dia 24 de julho de 2024, contra o Juventude, em partida do Campeonato Brasileiro. Marcou seu primeiro gol com a camisa do Cruzeiro no dia 22 de agosto, contra o Boca Juniors, em confronto decisivo pelas oitavas de final da Copa Sul-Americana.
Walace encerrou sua primeira temporada bastante discreto no primeiro semestre no Brasil após mais de sete anos na Europa. Apenas 11 partidas como titular, de um total de 17, com um gol marcado.

## Seleção Brasileira
Em 2015 foi convocado pelo técnico Alexandre Gallo para a disputa do Sul-Americano Sub-20. Walace participou de cinco partidas, recebeu trës cartões amarelos e um vermelho. A Seleção Brasileira terminou o torneio na quarta colocação.
Pela Seleção Brasileira principal, disputou a Copa América Centenário de 2016 substituindo Luiz Gustavo, que pedira dispensa por razões particulares. Estreou nesta competição na partida contra o Haiti ao substituir Elias.
Foi convocado para a Seleção Brasileira Olímpica para a disputa dos Jogos Olímpicos de 2016 em substituição a Fred, que não foi liberado pelo clube. Foi titular na decisão, quando o Brasil ganhou a inédita medalha de ouro.

### Seleção
| Brasil | Brasil | Brasil |
| Ano    | Jogos  | Gols   |
| ------ | ------ | ------ |
| 2016   | 1      | 0      |
| 2017   | 4      | 0      |
| Total  | 5      | 0      |

Todos os jogos pela seleção
| Nº | Data                   | Competição              | Local                |        | Placar | Adversário     | Gols |
| -- | ---------------------- | ----------------------- | -------------------- | ------ | ------ | -------------- | ---- |
| 01 | 8 de junho de 2016     | Copa América Centenário | Orlando (EUA)        | Brasil | 7 — 1  | Haiti          | —    |
| 02 | 25 de janeiro de 2017  | Amistoso                | Rio de Janeiro (BRA) | Brasil | 1 — 0  | Colômbia       | —    |
| 03 | 12 de outubro de 2018  | Amistoso                | Riade (SAU)          | Brasil | 2 — 0  | Arábia Saudita | —    |
| 04 | 16 de novembro de 2018 | Amistoso                | Londres (ING)        | Brasil | 1 — 0  | Uruguai        | —    |
| 05 | 20 de novembro de 2018 | Amistoso                | Milton Keynes (ING)  | Brasil | 1 — 0  | Camarões       | —    |

## Títulos
Grêmio
- Copa do Brasil: 2016

Seleção Brasileira
- Jogos Olímpicos: 2016
- Superclássico das Américas: 2018

### Prêmios individuais
- Seleção do Campeonato Gaúcho: 2016